# R-Type Leo
R-Type Leo (アールタイプ・レオ?, Āru Taipu Reo) è un videogioco arcade di tipo sparatutto a scorrimento orizzontale, sviluppato e pubblicato nel 1992 da Irem. Terzo videogioco della serie R-Type (togliendo Super R-Type, porting di R-Type II), fu l'ultimo titolo distribuito come cabinato per sala giochi. Il titolo non venne convertito per alcuna piattaforma casalinga dell'epoca.
In questo capitolo la storia è stravolta e il videogioco perde le caratteristiche armi di R-Type - il Beam e il Force - mentre è assente il classico impero Bydo, qui sostituito da nemici molto diversi. Viene inoltre introdotta la modalità cooperativa a due giocatori.

## Trama
Nell'anno 2163 l'umanità vive in pace e ha trovato un nuovo pianeta da colonizzare. Inizia così il progetto Paradiso, con l'invio sul nuovo pianeta di un super bio-computer, chiamato Major, in grado di interagire con le forme di vita presenti e preparare la colonizzazione umana. Major ha un guasto e anziché rendere abitabile il pianeta lo popola di creature malevole. Bisogna "ripulire" il pianeta e viene quindi messa a punto l'astronave da battaglia superpotenziata R-9 Leo.

## Modalità di gioco
Il videogioco si svolge su sei livelli a difficoltà progressiva; come i prequel è molto giocabile e presenta una grafica ben curata. I nemici sono svariati ed alcuni di essi enormi. L'astronave viene sempre supportata da due pod laterali, chiamati Psybits, che contribuiscono a sparare le armi, anche posteriormente, e possono essere lanciati all'attacco per un breve periodo. Si usano un joystick (per gli spostamenti), e un pulsante (per sparare). Le vite a disposizione sono tre, senza punti ferita.

## Armamento
L'astronave R-9 Leo ha molte armi a disposizione, ottenibili grazie ai pod colorati raccolti.
- Pod Blu: arma a raggi blu che rimbalzano in con un angolo di 45° al tocco delle pareti dei livelli, ottima negli spazi stretti e angusti.
- Pod Verde: raggio laser a salva di media potenza, ha la particolarità della ricerca automatica del nemico e dello spostamento di direzione a 90°.
- Pod Rosso: il laser più potente. Un enorme raggio colpisce frontalmente incenerendo qualsiasi nemico.
- Pod M: dai cannoni laterali parte anche una salva di missili (non a ricerca automatica).
- Pod S: viene incrementata la velocità della R-9 Leo.

## Livelli e boss
I sei livelli o aree sono ambientati nel pianeta, a parte il primo situato nello spazio.
- Livello 1, 	Paradise Planet - Boss: Sadistin
- Livello 2, Red Hot Desert - Boss: Daggerd
- Livello 3, 	Tropical Forest - Boss: Folles
- Livello 4, Floating Continent: Boss: coppia Zera
- Livello 5, Inside of Ruins - Boss: Cyber-Brain
- Livello 6, Core of the Planet - Boss: Major

## Colonna sonora
I temi musicali si devono a Hiroshi Kimura.